# جام یوفا ۹۸–۱۹۹۷
جام یوفا ۹۸–۱۹۹۷، بیست و هفتمین فصل از جام یوفا، مسابقات فوتبال باشگاهی سطح دوم اروپا بود که توسط یوفا سازماندهی شد و با قهرمانی اینتر میلان به پایان رسید.